# Omsk (tỉnh)
Omsk Oblast (tiếng Nga: О́мская о́бласть, Omskaya oblast) là một chủ thể liên bang của Nga (một tỉnh, nằm ở phần tây nam Siberia. Trung tâm hành chính là thành phố Omsk.
Tỉnh Omsk giáp tỉnh Tyumen về phía bắc và tây, tỉnh Novosibirsk và tỉnh Tomsk về phía đông và giáp tỉnh Bắc Kazakhstan của Kazakhstan về phía nam.

## Hành chính

Bản đồ tỉnh Omsk

- Omsk
- Azovsky Nemetsky
- Bolsherechensky
- Bolsheukovsky
- Cherlaksky
- Gorkovsky
- Isilkulsky
- Kalachinsky
- Kolosovsky
- Kormilovsky
- Krutinsky
- Lyubinsky
- Maryanovsky
- Moskalensky
- Muromtsevsky
- Nazyvaevsky
- Nizhneomsky
- Novovarshavsky
- Odessky
- Okoneshnikovsky
- Omsky
- Pavlogradsky
- Poltavsky
- Russko-Polyansky
- Sargatsky
- Sedelnikovsky
- Sherbakulsky
- Tarsky
- Tavrichesky
- Tevrizsky
- Tyukalinsky
- Ust-Ishimsky
- Znamensky

## Liên kết
- (tiếng Nga) Omsk Oblast information portal Lưu trữ ngày 4 tháng 2 năm 2005 tại Wayback Machine